# The Forest on the Hill
The Forest on the Hill é um filme policial britânico de 1919, dirigido por Cecil Hepworth e estrelado por Alma Taylor, James Carew e Gerald Ames. Foi baseado em um romance de Eden Philpotts.

## Elenco

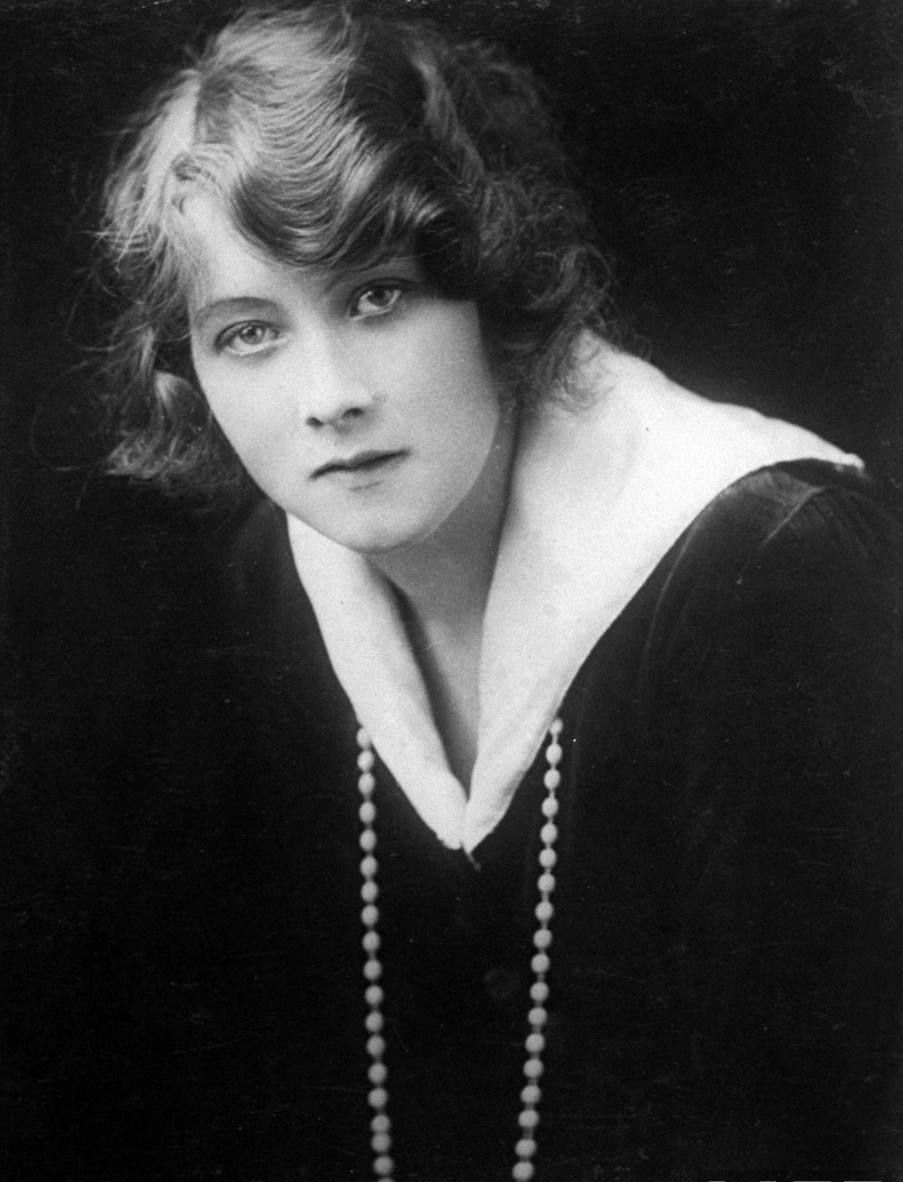
Alma Taylor

- Alma Taylor - Drusilla Whyddon
- James Carew - Timothy Snow
- Gerald Ames - John Redstone
- Lionelle Howard - Frederick Moyle
- Eileen Dennes - Audrey Leaman
- Gwynne Herbert - Sra. Snow
- Stephen Ewart - Lord Champernowne
- John MacAndrews - Sr. Leaman
- Judd Green - Lot Snow